# A Classe Operária

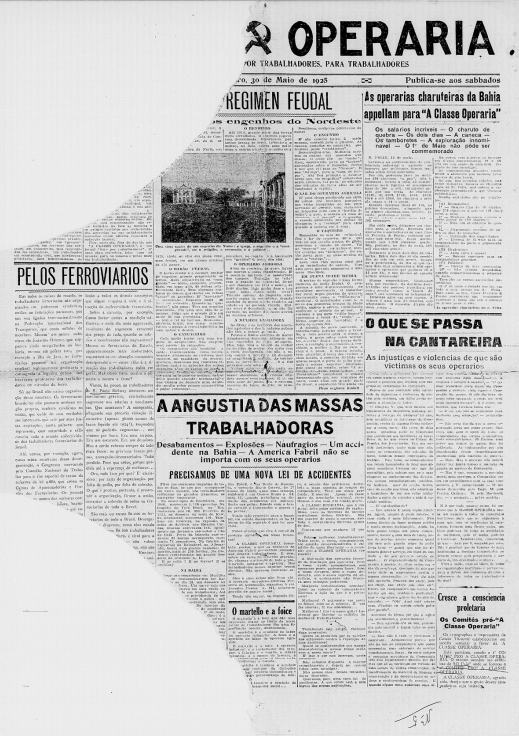
A Classe Operária em uma de suas primeiras edições, de 30 de maio de 1925 - n°5

O jornal "A Classe Operária" foi órgão oficial de comunicação do Partido Comunista do Brasil - PCB, fundado em 1925. O jornal tinha o objetivo de divulgar o marxismo entre os trabalhadores brasileiros e facilitar o recrutamento de novos militantes, bem como a criação, organização e expansão de núcleos, células e comitês operários para o partido.
Em 1962, o jornal se tornou o principal meio de comunicação do Partido Comunista do Brasil - PCdoB, que é o responsável por sua confecção e distribuição até hoje.

## História

### O "A Classe Operária" dentro do PCB
Sua primeira edição ocorreu em 1° de maio de 1925, mas foi alvo de perseguições do governo, tendo suas atividades encerradas cerca de três meses depois de sua fundação.
Em dezembro de 1927, o PCB organizou o Bloco Operário Camponês, frente destinada a politizar as massas trabalhadoras e a obter seu apoio para os candidatos comunistas às eleições para vereador no então Distrito Federal, a serem realizadas em outubro de 1928. Tornou-se, portanto, importante dispor de um órgão de divulgação para atingir o operariado.
O relançamento do A Classe Operária, em 1º de maio de 1928, veio preencher essa necessidade. Em sua segunda fase, o jornal manteve suas características iniciais, de semanário popular interessado nas condições de vida e na mobilização política dos trabalhadores. No entanto, em meados de 1929, teve sua sede invadida e depredada em virtude da repressão desencadeada pelo Governo Washington Luís (1926-1930), A Classe Operária foi novamente fechada, saindo de circulação durante alguns meses.
A partir de 1930, o jornal voltou a circular, agora, porém, de maneira ilegal e irregular. Sua redação funcionava num pequeno quarto em Vila Isabel, onde os originais eram entregues ao tipógrafo Antônio Pereira da Silva, que os compunha e imprimia clandestinamente. Depois de prontos, os jornais eram conduzidos em caixotes, às vezes cobertos com laranjas, até os pontos de distribuição. A impressão clandestina, a descoberta das oficinas, a prisão de seus responsáveis, a suspensão do jornal e seu reaparecimento pouco depois tornaram-se etapas rotineiras na vida de A Classe Operária. Em um dos momentos de maior repressão, após a oficina no Rio de Janeiro ser descoberta pela polícia, o jornal chegou a ser impresso em São Paulo e na Bahia.
A despeito das perseguições, porém, A Classe Operária foi editada até o fim do Estado Novo, desempenhando um papel significativo no combate contra o fascismo e na campanha pela anistia. Com a abertura política e a legalização do PCB em maio de 1945, A Classe Operária voltou a circular legalmente e com regularidade, como órgão oficial do partido. Nessa nova fase, o jornal foi dirigido por Maurício Grabois. Embora apresentasse modificações que refletiam as próprias transformações por que havia passado o PCB, o semanário conservava sua preocupação inicial de se manter aberto às massas. O noticiário continuava voltado para as questões diárias dos trabalhadores e suas reivindicações imediatas. Era dado destaque especial à seção esportiva e às reportagens factuais e descritivas, que atraíam eleitores. As matérias de conteúdo teórico mantinham-se em segundo plano. O cancelamento do registro do PCB em maio de 1947 veio afetar novamente a existência de A Classe Operária, que passou a enfrentar repetidas violências por parte do governo Dutra, até ser fechada em maio de 1949. Nesse momento, o PCB lançou o jornal Voz Operária.
Essa nova proposta de A Classe Operária não teve, contudo, uma longa existência. Em 1952, o PCB fechou definitivamente o jornal.

### O relançamento dentro do PCdoB
Com os acontecimentos marcantes do XX Congresso do Partido Comunista da União Soviética em 1956, os crimes praticados por Joseph Stalin por  quando ocorreu a cisão do PCB que resultou no desligamento de Pedro Pomar, João Amazonas, Diógenes Arruda Câmara e Maurício Grabois, entre outros, e na fundação do PCdoB, A Classe Operária foi relançada como órgão oficial do novo partido, voltando a circular legalmente como semanário e sendo vendido nas bancas. Com a deflagração do movimento político-militar de março de 1964, contudo, mais uma vez o jornal passou a circular na clandestinidade, mimeografado e com uma edição mensal. Com o processo de abertura política implantado no país, o PCdoB lançou em 1980 o jornal das massas A Tribuna da Luta Operária, vendido legalmente nas bancas.
A Classe Operária continuou circulando como órgão oficial do comitê central do partido, na semilegalidade. Embora não tendo seu título registrado, o jornal era distribuído abertamente em algumas ocasiões especiais, como os congressos da Sociedade Brasileira para o Progresso da Ciência (SBPC). A partir de 1985, passou a ser vendido livremente em bancas de jornais.

## Ligação externa
- O jornal "A Classe Operária" em formato digital